# Music Machine (Melody Club)
Music Machine was het debuutalbum van de Zweedse popgroep Melody Club. Het album werd uitgebracht op 26 december 2002.

## Nummers op album
1. Covergirl
2. Stranded Love
3. Play Me In Stereo
4. Palace Station
5. Let's Kill The Clockwork
6. My Soft Return
7. Put Your Arms Around Me
8. Electric
9. Colours
10. Angeleyes
11. Golden Day